# Ali Beg ibn Arghun Shah
Ali Beg ibn Arghun Shah (+ 1383) fou amir del grup turcomongol dels Ja'un-i Qurban del Khurasan, amb seu a Tus. Era fill d'Arghun Shah i germà del seu antecessor Muhammad Beg. La seva germana o filla Kand Sultan fou promesa de Muhammad Sultan ibn Jahangir, net preferit de Tamerlà.

## Primera topada amb Tamerlà
El 1363 Ali Beg ibn Arghun Shah Ghurmani o Qurbani, al front d'un grup de turcomongols, va saber on eren Tamerlà i els seus companys de fugida (que eren al desert de Mahmudi, al poble d'aquest nom, deshabitat), va fer una incursió sorpresa i els va fer presoners pretenent demanar un rescat. Foren tancats en una cambra molt calorosa i pobrament equipada, amb una alta salinitat. Era estiu (del 1363) i el calor era insuportable i van romandre mes d'un mes presoners, potser fins a 62 dies temps en el que van patir molt. Finalment Timur va matar a un guàrdia i l'altre va fugir i es va presentar davant d'Ali Beg, que es va veure obligat a demanar perdó. Justament el seu germà Muhammad ibn Arghun Shah Ghurmani o Qurbani, que governava el tuman amb seu a Tus, assabentat del tracte que estava donant als presoners, li havia enviat una carta en la que li ordenava deixar-los lliure, demanar perdó i entregar uns regals que enviava per a Timur. Així va quedar lliure, però Ali Beg es va quedar amb els regals enviats pel seu germà i només va entregar un cavall dolent i un camell

## Ali Beg accedeix al poder del tuman
Ali Beg va succeir al front del tuman al seu germà. El 1380 va Ali Beg ibn Arghun Shah va declarar l'obediència dels Ja'un-i Qurban a Tamerlà. La filla o germana d'Ali Beg, Kand Sultan, fou promesa a Muhammad Sultan ibn Jahangir, fill del difunt príncep Jahangir. Ali Beg fou comissionat per estar preparat per anar a Herat a la primavera del 1381.

## Rebel·lió
Quan Tamerlà va marxar contra Herat el 1381, Ali Beg, com a cap dels Ja'un-i Qurban va demanar a Timur de servir de guia de l'exèrcit. Després de creuar el Murghab o Merv-i Rud, els timúrides van arribar a Chekedalik, que estava a poc mes de 50 ms d'Herat. Alli va convocar a les forces dels Ja'un-i Qurban que havien d'acudir dirigides per Ali Beg ibn Arghun Shah, segons el que s'havia pactat. Però Ali Beg ja havia canviat d'aliats i no solament es va negar a acudir sinó que va fer presoner al missatger enviar per Timur i simultàniament Ghiyath al-Din Pir Ali es va apoderar de Nixapur arrabassant-la als sarbadars que eren fidels a Timur. Però això no va impedir la conquesta d'Herat per part de Tamerlà. Després va enviar a Jahan Xah cap a Nixapur i Sabzawar i ell personalment es va dirigir a Tus, capital del tuman dels Ja'un-i Qurban. Ali Beg ibn Arghun Shah quan ho va saber va fer immediata submissió i es va agenollar a la catifa del tron de l'emperador. Khoja Ali Muayyad, que governava a Sabzawar, també va anar a presència de Timur per manifestar-li la seva submissió. Timur els va rebre be a àmbdos, va ignorar la recent traïció d'Ali Beg ibn Arghun Shah i va concedir a ambdós personatges alguns favors. A la tardor del 1381 Timur va posar en ordre els afers de Khurasan: Ghiyath al-Din Pir Ali fou autoritzat a tornar a Herat per governar la regió. Ali Beg ibn Arghun Shah fou confirmat com a governant del tuman de Ja'un-i-Qurban. Khoja Ali Muayyad va conservar el govern de la vila de Sabzawar però la regió va quedar sota el govern de l'amir Taban Bahadur.
Amir Wali havia fet aliança amb Ali Beg ibn Arghun Shah, i junts havien atacat Khoja Ali Muayyad de Sabzawar i el tenien assetjat en aquesta ciutat, però Tamerlà estava profundament deprimit pr la mort de la seva filla Beghisi Sultan i no va reaccionar i va seguir ignorant el que passava al seu entorn. La germana de Timur, Kutluq Turkhan Agha, va anar a veure a l'emperador i va aconseguir recuperar-lo. Finalment es va decidir a marxar al Khurasan (1382).

## Setge de Kalat
Tamerlà va arribar prop de la fortalesa de Kalat (després Kalat-i Nadiri), la principal dels Ja'un-i Qurban. Miran Shah, procedent de Sarakhs, es va anar a integrar en l'exèrcit imperial. També el príncep d'Herat, Ghiyath al-Din Pir Ali va enviar un contingent. Ali Beg ibn Arghun Shah es va tancar a la fortalesa que era una de les mes fortes de l'Iran. Timur li va oferir anar al seu campament i seria perdonat, però Ali confiava en la qualitat de impregnable de Kalat i va refusar. La fortalesa fou assetjada i les forces de Timur van assolar les terres a l'entorn d'Abiward que pertanyien a Ali Beg. Va fer córrer el rumor de que marxava cap al Gurgan contra Amir Wali, i sobtadament va tirar enrere i va tornar a Kalat. Confiat Ali Beg en la marxa de Timur havia deixat sortir a pasturar a tots els ramats tancats a Kalat. Inesperadament Timur va tornar i ho va destrossar tot, arribant a la porta de Kalat, porta anomenada de les Quatre Ciutats, on va instal·lar el seu tron. Kalat fou atacada per tots costats: Miran Shah per la porta de Dehia; Mirza Ali, fill de Muvayad Arlat, per la part de Lohra; Hajji Saif al-Din Barles per la porta dita d'Arghun Shah; i Umar Xaikh a un altre porta. Ali Beg va escriure a Timur una carta de submissió absoluta i demanava a Timur que anés a rebre la seva submissió a la porta de la fortalesa amb pocs soldats i després un dia de marge per sortir per poder en aquell dia demanar el perdó; Ali Beg va preparar una emboscada en el camí a la porta de la fortalesa però no els va sortir be. Timur que ni se’n va assabentar, va anar a rebre la submissió i com que no es va presentar es va retirar al cap d'una estona. Quan Timur va saber el que se li havia preparat va entrar en colera i va ordenar un assalt general (maig de 1382); els merkit i els badakhxanesos van encapçalar l'atac; les forces timúrides van aconseguir èxits parcials però la fortalesa encara resistia, si bé amb moltes dificultats. Ali Beg veient-ho tot perdut va enviar un missatge a Timur, demanant una treva per aquella nit i al dia següent s'entregaria. Va enviar l'acord signat i juramentat a través de Nikruz i de Muhammad Shaikh Hajji, els dos principals amirs dels Ja’un-i Qurban després del propi Ali Beg, i amb la germana Kand Sultan, que havia estat la promesa de Muhammad Sultan, net de Timur. L'emperador els va rebre i va ordenar parar l'atac. L'endemà Timur va esperar a la porta la sortida d'Ali Beg que va demanar perdó humilment i va suplicar per la seva vida, demanant altre cop 24 hores per anar a agenollar-se davant del tron; va utilitzar les 24 hores concedides en fortificar el camí de Lohra i altres llocs per on les forces timúrides havien pogut escalar i podrien entrar. L'endemà tornava a estar tancat dins de la fortalesa sense complir la promesa que havia fet. Després de 14 dies Timur va decidir abandonar Kalat i es va dirigir a la fortalesa de Kahkaha (entre Abiward i Kalat) que havia estat destruïda i que ara fou restaurada en nomes dos dies i dos nits; s'hi va instal·lar una guarnició i es va donar el govern a Hajji Khoja. Syorgatmish Khan, Mirza Ali i Shaikh Ali foren enviats a controlar els camins d'accés a Kalat de manera que la fortalesa va esdevenir una presó on no es podia ni entrar ni sortir.
Un temps després Tamerlà va rebre notícies de que s'havia localitzat un punt dèbil a Kalat, un pas pel que Shaikh Ali Bahadur havia pogut pujar a la fortalesa sense ser reparat amb només alguns servidors, però que en ser de nit s'havia perdut i finalment havien estat descoberts i s'havia iniciat la lluita amb baixes pels dos costats; Ali Bahadur fou finalment capturat i portat a Ali Beg ibn Arghun Shah; llavors es van abraçar en signe de pau i amistat i Ali Bahadur va ser allotjat a casa d'Ali Beg i van estar de conversa alguns dies. Ali Beg esperava que Ali Bahadur intercediria per ell davant de Timur.
Timur va decidir retornar a Samarcanda: va passar per Shamlagan, Sharmagan i Radkan, a la plana del qual va acampar. Alli van acudir Ali Bahadur amb Ali Beg ibn Arghun Shah al que es va permetre baixar el tapis del tron, portant un sabre i un sudari penjats, signe màxim de submissió (el sabre significava que estava disposat a lluitar pel príncep i el sudari a morir per ell). Timur va perdonar a Ali Beg i li va fer algunes concessions, així com a Ali Bahadur. A aquest li va concedir la senyoria hereditària (Siorgal) de Radkan i a Khoja Ali Muayyad li va concedir drets a Sabzawar. La senyoria de Ghur la va donar a un col·lateral de la casa dels karts, de nom Malik Muhammad. Després va ordenar portar a Samarcanda a Ali Beg ibn Arghun Shah i a Ghiyath al-Din d'Herat, amb les seves famílies. Molts amirs del tuman de Ja'un-i Gurban van rebre la senyoria de les ciutats que dominaven però la tribu o horda fou enviada a Transoxiana. Ali Beg, Muhammad de Sarakhs i Ghuri (fill de Ghiyath al-Din d'Herat) foren enviats a Andijan, governada per Umar Xaikh, fill de Timur; l'horda de Ja'un-i Gurban fou establerta a Taixkent i Ghiyath al-Din d'Herat i el seu fill gran Pir Muhammad ibn Ghiytah al-Din van quedar arrestats a Samarcanda.

## Presó i mort d'Ali Beg
Quan Timur va tenir notícies de la rebel·lió d'Herat (1383), i sense conèixer les causes, va ordenar que Ghiyath al-Din, el seu fill Ghuri ibn Ghiyath al-Din, el germà del primer Muhammad i Ali Beg ibn Arghun Shah dels Ja'un-i Gurban, fessin les seves oracions abans de ser executats, cosa que es va produir immediatament.